# Erysiphe rubicola
Erysiphe rubicola är en svampart som först beskrevs av B.J. Murray, och fick sitt nu gällande namn av Boesew. 1976. Erysiphe rubicola ingår i släktet Erysiphe och familjen Erysiphaceae.   Inga underarter finns listade i Catalogue of Life.